# Baixa Segarra

En blau, els municipis de la Conca de Barberà que es troben íntegrament dins la Baixa Segarra; en blau cel, els que s'hi troben només parcialment

La Baixa Segarra és una comarca natural situada a l'extrem nord de la comarca de la Conca de Barberà, al voltant de la població de Santa Coloma de Queralt i que inclou els municipis del nord-est d'aquesta comarca i alguns de l'Anoia. Fisiogràficament i econòmicament té molts paral·lelismes amb la Segarra, i de fet en forma la zona sud de l'altiplà; d'aquí li ve el nom. A causa de la diferent orografia i, sobretot, de les deficients comunicacions amb la resta de la Conca de Barberà, s'ha proposat que en constituís una comarca diferenciada.
Des del segle xvi, hom ha anomenat també la Conca d'Òdena «Baixa Segarra».

## Geografia
El territori està situat a una cota mitjana d'uns 700 m, a l'àrea de contacte entre l'extrem meridional dels altiplans de la Segarra, la conca d'erosió de Barberà i la serralada Prelitoral. Pertany a tres conques hidrogràfiques diferents: la de l'Ebre, a través del riu Corb; la del Llobregat, a través de la riera de Clariana, afluent de l'Anoia; i la del Gaià. Els cursos alts d'aquests rius drenen el territori i són els responsables del modelatge del relleu.
Hi predominen els conreus herbacis de secà, afavorits per l'existència d'àrees planeres, mentre que la vegetació espontània hi és escassa, encara que hi és fortament present a les Obagues del riu Corb; s'hi troben, però algunes pinedes de pi blanc (Pinus halepensis) i pinassa (Pinus nigra subsp. salzmannii), entre d'altres. En algunes obagues i fons de vall hi apareixen rouredes de roure valencià (Quercus faginea).
Els municipis que la formen són Passanant i Belltall, Vallfogona de Riucorb, Llorac, Santa Coloma de Queralt, Conesa, Savallà del Comtat, i la part nord dels municipis de Les Piles, Forès i Rocafort de Queralt. A la comarca de l'Anoia en formen part els municipis d'Argençola i Bellprat, tot i que Sant Martí de Tous, Orpí, Carme i Jorba, i més antigament, tota la Conca d'Òdena, també hi estaven relacionats.

## Història
La Baixa Segarra ha estat sempre una cruïlla de camins entre terres tarragonines, lleidatanes i barcelonines. La pertinença de Santa Coloma a la conca del Gaià justificà la seva inclusió a la província de Tarragona el 1822, tot i que fins llavors pertanyia al partit judicial d'Igualada. El 1834, l'adscripció tarragonina en forçà la unió al partit judicial de Montblanc, embrió del qual més endavant esdevindria l'actual comarca de la Conca de Barberà.